# Brott och straff (film, 1956)
Brott och straff (originaltitel: Crime et Châtiment) är en fransk dramafilm från 1956 i regi av Georges Lampin, fritt baserad på romanen Brott och straff från 1866 av Fjodor Dostojevskij. Den hade fransk premiär den 6 december 1956 och Sverigepremiär den 11 november 1957.

## Medverkande i urval
- Jean Gabin – Le commissaire Gallet
- Marina Vlady – Lili Marcellin
- Ulla Jacobsson – Nicole Brunel
- Bernard Blier – Antoine Monestier
- Robert Hossein – René Brunel
- Madame Gaby Morlay – Madame Brunel
- René Havard – L'inspecteur Noblet
- Yvette Étiévant – Madame Marcellini
- Gabrielle Fontan – Madame Horvais
- Roland Lesaffre – L'ouvrier accusé
- Albert Rémy – L'inspecteur Renaud
- Lino Ventura – Gustave Messonnier
- Gérard Blain – Jean Fargeot